# Olivgrå långstjärtsgök
Olivgrå långstjärtsgök (Cercococcyx olivinus) är en fågel i familjen gökar inom ordningen gökfåglar.

## Utbredning och systematik
Fågeln förekommer i Afrika från Liberia till Demokratiska republiken Kongo, västra Uganda, nordvästra Zambia och norra Angola. Den behandlas som monotypisk, det vill säga att den inte delas in i några underarter.

## Status
IUCN kategoriserar arten som livskraftig.